# Johannes Lauristin

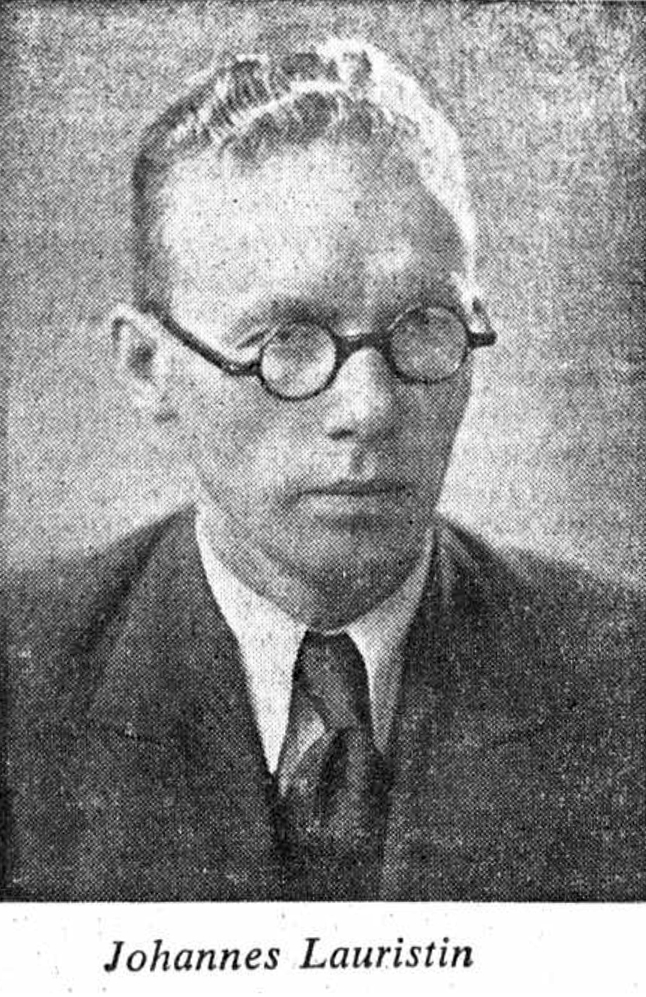
Johannes Lauristin

Johannes Lauristin (* 29. Oktober 1899 in Tallinn; † 28. August 1941 auf der Ostsee) war ein estnischer Politiker, Kommunist und Schriftsteller.

## Frühe Jahre
Johannes Lauristin wurde als Sohn eines Industriearbeiters geboren. Seine Kindheit und Schuljahre verbrachte er auf dem Bauernhof Tuisu im Dorf Kuivajõe (heute Gemeinde Kose im Kreis Harju). 1914 schloss er die dortige Dorfschule ab. 1915/16 war er als Arbeiter in der Fabrik „Volta“ und 1916 in der Fabrik „Dvigatel“ in Tallinn beschäftigt. 1917 wurde er Mitglied der kommunistischen Partei in Estland.

## Verfolgung
Von 1919 bis 1922 diente Johannes Lauristin in den estnischen Streitkräften. 1923 wurde er als linksgerichteter Abgeordneter ins estnische Parlament (Riigikogu) gewählt. Da die Kommunistische Partei Estlands offiziell verboten war, wurde er wegen illegaler Parteiarbeit von den estnischen Behörden verfolgt. Im sogenannten „Prozess der 149“ wurde Lauristin wegen kommunistischer Umtriebe zu sieben Jahren Zwangsarbeit verurteilt, die er von 1923 bis 1931 absaß. Im folgenden „Prozess der 34“ wurde er erneut vor Gericht gestellt und saß von 1932 bis 1938 im Gefängnis, bevor er durch eine Amnestie freikam. Während dieser Zeit war er von 1923 bis 1933 als Redakteur der linksgerichteten Zeitschrift Noor tööline („Der junge Arbeiter“) tätig.

## Politiker
Mit der sowjetischen Besetzung Estlands 1940 wurde Lauristin von Stalin hofiert und zum Leiter der ersten sowjetischen Marionettenregierung in Estland eingesetzt. Von 1940 bis 1941 war Lauristin Vorsitzender des Rats der Volkskommissare der Estnischen SSR und damit Regierungschef Estlands, Sekretär des Zentralkomitees der Kommunistischen Partei Estlands (EK(b)P) und Mitglied des Obersten Sowjets der UdSSR.
Mit dem deutschen Überfall auf die Sowjetunion 1941 rückte die deutsche Wehrmacht auch ins Baltikum vor. Nach offiziellen Angaben starb Johannes Lauristin während der Evakuierung Tallinns beim Schiffsuntergang des sowjetischen Zerstörers Jakow Swerdlow auf einer deutschen Minensperre im Finnischen Meerbusen. Der estnische Historiker Mati Õun erklärt hingegen, Lauristin sei von Kommunisten im August 1941 ermordet worden, weil er sich Stalins Kriegsbefehlen widersetzt habe.

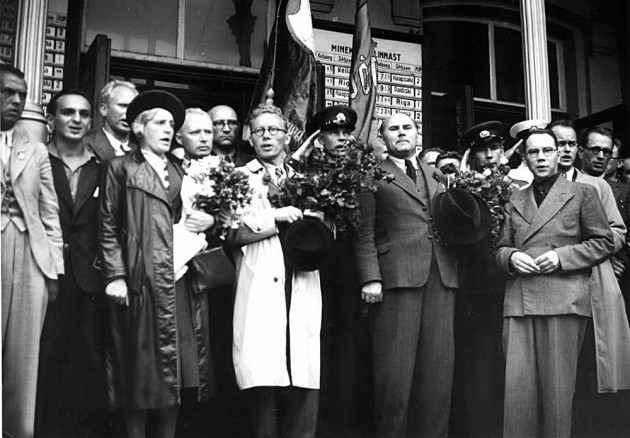
Lauristin mit estnischen kommunistischen Führern in der Hauptstadt Reval

1946 wurde Lauristin postum der Leninorden verliehen.

## Schriftstellerische Tätigkeit
Unter dem Pseudonym Juhan Madarik hat Lauristin zwei Romane veröffentlicht, die den Arbeiter- und Klassenkampf zum Thema haben. 1929 erschien in Leningrad, wohin er das Manuskript aus dem Gefängnis hatte schmuggeln lassen, der Roman Riigikukutajad ('Die Umstürzler'). 1941 veröffentlichte er den ersten Band einer auf mehrere Bände angelegten Romanserie mit dem Titel Vabariik ('Die Republik'). Erst 1953 wurde aus dem Nachlass der vierte Teil des Romans gemeinsam mit dem fragmentarischen zweiten Teil und einer Neuauflage des ersten Teils herausgegeben. Der dritte Teil fehlt jedoch. Angeblich sei auch noch ein fünfter Teil geplant gewesen.
Auf Deutsch liegt eine Kurzgeschichte des Autors in Übersetzung vor, die in Tallinn erschien. Da Lauristin als Paradebeispiel sozialistischer Literatur galt, hat er in der DDR Eingang in eine Reihe von Handbüchern gefunden.

## Privatleben
Johannes Lauristin war ab 1939 mit der estnischen Kommunistin und Politikerin Olga Lauristin (1903–2005), verheiratet. Aus der Ehe ging die estnische Sozialwissenschaftlerin und Politikerin Marju Lauristin (* 1940), die von 1992 bis 1994 estnische Sozialministerin war, hervor.